# Ošetřovatel (film)
Ošetřovatel (v orignále Zookeeper) je americká fantasy komedie z roku 2011, kterou režíroval Frank Coraci, scénář napsali Nick Bakay, Rock Reuben, Kevin James, Jay Scherick a David Ronn, podle příběhu Schericka a Ronna a produkovali Todd Garner, James, Adam Sandler, Jack Giarraputo a Walt Becker. Ve filmu hrají James, Rosario Dawsonová a Leslie Bibbová, hlasy propůjčili Cher, Nick Nolte, Sandler, Sylvester Stallone, Judd Apatow, Jim Breuer, Jon Favreau, Faizon Love, Richie Minervini, Maya Rudolphová, Bas Rutten a Don Rickles ve své poslední filmové roli. Vypráví příběh o nešťastném správci zoologické zahrady a mluvících zvířatech v jeho zoo, která prolomí mlčení, aby mu pomohla najít lásku.
Natáčení začalo 17. srpna 2009 v Bostonu. Jednalo se o první film společnosti Metro-Goldwyn-Mayer Pictures (MGM), který vznikl v koprodukci s Happy Madison, a také o první produkci MGM, která byla uvedena do kin poté, co rok předtím vyhlásila bankrot, ačkoli film, stejně jako většinu produkce Happy Madison, distribuovala Columbia Pictures. Film byl ve Spojených státech uveden 8. července 2011. Od kritiků získal převážně negativní recenze a při rozpočtu 80 milionů dolarů vydělal 169,8 milionu dolarů.

## Děj
V Bostonu požádá ošetřovatel Griffin svou přítelkyni Stephanie o ruku, ta ho však odmítne kvůli jeho práci v zoo. Po pěti letech je Griffin hlavním ošetřovatelem v Franklin Park Zoo. Na zásnubní oslavě svého bratra Davea zjistí, že Stephanie je přítomna, a rozhodne se ji získat zpět, přičemž zvažuje odchod ze zoo.
Zvířata v zoo, která Griffina mají ráda, mu chtějí pomoci, a tak poruší pravidlo mlčení a promluví na něj. Snaží se ho naučit své zvířecí metody namlouvání, což ale vede jen k trapasům. Griffin se také spřátelí s gorilou Berniem, kterého neprávem drží v izolaci. Společně stráví noc ve městě a vytvoří si silné přátelství.
Griffin zkusí získat Stephanie žárlivostí, začne předstírat vztah s veterinářkou Kate, což funguje. Stephanie ho přesvědčí, aby opustil zoo a začal pracovat s bratrem. To zklame Kate i zvířata, zejména Bernieho. Griffin však brzy zjistí, že mu práce v zoo chybí a že Stephanie ho nemiluje opravdově, proto se s ní rozejde.
Griffin se vrací do zoo, napraví vztah s Berniem, potrestá krutého ošetřovatele Shanea a stihne vyznat lásku Kate dříve, než odjede pryč. O šest měsíců později jsou Griffin a Kate šťastný pár, zpět v zoo, kde Bernie žije ve zlepšeném výběhu.

## Obsazení
- Kevin James jako Griffin Keyes, hlavní ošetřovatel zoo.
- Rosario Dawson jako Kate, veterinářka zoo a Griffinova láska.
- Leslie Bibb jako Stephanie, Griffinova bývalá milenka.
- Joe Rogan jako Gale, bývalý přítel Stephanie.
- Nat Faxon jako Dave Keyes, Griffinův bratr.
- Ken Jeong jako Venom, pracovník v domě pro plazy.
- Steffiana de la Cruz jako Robin Keyesová, Daveova snoubenka, ze které se později stala manželka. De La Cruz je skutečnou manželkou Kevina Jamese.
- Thomas Gottschalk jako Jürgen Mavroc.
- Donnie Wahlberg jako Shane, násilnický správce zoo.
- Brandon Keener jako Nimer
- Nick Nolte jako Bernie, gorila nížinná
- Sylvester Stallone jako Joe, africký lev
- Adam Sandler jako Donald, malpa hnědá
- Judd Apatow jako Barry, slon indický
- Cher jako Janet, lvice a Joeova družka
- Jon Favreau jako Jerome, medvěd grizzly, který je Bruceovým bratrem
- Faizon Love jako Bruce, medvěd kodiak, který je Jeromovým bratrem
- Maya Rudolphová jako Mollie, žirafa síťovaná
- Bas Rutten jako Sebastian, vlk
- Don Rickles jako Jim, skokan volský
- Jim Breuer jako Spike, vrána
- Richie Minervini jako Elmo, pštros